# Camino Real
Camino Real è un'opera teatrale del drammaturgo statunitense Tennessee Williams, portata al debutto a New York nel 1953.

## Trama
Don Chisciotte è stato abbandonato da Sancho Panza e arriva in una sperduta cittadina nel deserto con l'intenzione di trovare qualcuno che sostituisca il suo vecchio scudiero. Il cavaliere errante sceglie Kilroy, un soldato privo di illusione, ma la cittadina ha altri problemi. L'avido capitalista Gutman infatti sta costruendo un hotel sull'unica fonte d'acqua disponibile, mentre altri personaggi lottano per rimanere rilevanti nonostante il passare del tempo e lo sfiorire della giovinezza. Tra i personaggi che abitano la cittadina vi sono anche Lord Byron, Giacomo Casanova, Marguerite "Camille" Gautier ed Esmeralda.

## Storia delle rappresentazioni
Camino Real fu concepito nel 1946 come un atto unico intitolato Ten Blocks on the Camino Real e dato alle stampe nel 1948. Nel 1949 Elia Kazan diresse la pièce all'Actors Studio ed entro il 1952 Williams scrisse altre sei scene da aggiungere alle dieci che componevano Ten Blocks on the Camino Real. Nel 1953 Camino Real, rimaneggiato e ristampato, ebbe la sua prima al National Theatre di Broadway con la regia di Kazan e un cast che annoverava Eli Wallach (Kilroy), Frank Silvera (Gutman), Joseph Anthony (Casanova), Jo Van Fleet (Marguerite "Camille" Gautier) e Barbara Baxley (Esmeralda). Il dramma risconstrò un successo modesto e rimase in cartellone per sessanta rappresentazioni. Cinque anni più tardi la pièce ebbe la sua prima londinese per la regia di Peter Hall.
Nonostante lo scarso successo della produzione originale, Camino Real è stato riproposto sulle scene in diverse occasioni. Nel 1970 un nuovo allestimento fu inscenato al Lincoln Center di Broadway con Al Pacino (Kilroy), Victor Buono (Gutman), Patrick McVey (Don Chisciotte), Jean-Pierre Aumont (Casanova), Jessica Tandy (Camille), Sylvia Syms (la zingara) e Susan Tyrrell (Esmeralda). Le recensioni furono decisamente più positive e il New York Times definì Camino Real la migliore opera di Williams. Nel 1996 un nuovo allestimento britannico fu portato in scena dalla Royal Shakespeare Company, mentre nel 1999 il Festival teatrale di Williamstown aveva in cartellone un revival di Camino Real con Ethan Hawke (Kilroy), Jeffrey Jones (Gutman), Richard Easton (Casanova), Blair Brown (Marguerite Gautier), Christian Camargo (Baron de Charlus e Lord Byron), Hope Davis (Esmeralda) e Kristine Nielsen (la zingara).